# Цунејасу Мијамото
Цунејасу Мијамото (јап. 宮本 恒靖; 7. фебруар 1977) бивши је јапански фудбалер.

## Каријера
Током каријере је играо за Гамба Осака, Ред бул Салцбург, Висел Кобе.

## Репрезентација
За репрезентацију Јапана дебитовао је 2000. године. Наступао је на два Светска првенства (2002. и 2006. године) с јапанском селекцијом. За тај тим је одиграо 71 утакмице и постигао 3 гола.

## Статистика
| Јапан  | Јапан   | Јапан  |
| Година | Наступи | Голови |
| ------ | ------- | ------ |
| 2000.  | 2       | 0      |
| 2001.  | 3       | 0      |
| 2002.  | 11      | 0      |
| 2003.  | 10      | 0      |
| 2004.  | 19      | 2      |
| 2005.  | 15      | 1      |
| 2006.  | 11      | 0      |
| Укупно | 71      | 3      |

## Трофеји

### Клуб
- Џеј лига (1): 2005.

### Јапан
- Азијски куп (1): 2004.